# غانم الغانم
غانم بن شاهين بن غانم الغانم عسكري وسياسي قطري، يشغل منصب وزير الأوقاف والشؤون الإسلامية في قطر منذ 2021، وشغل منصب رئيس أركان القوات المسلحة القطرية بدرجة وزير منذ عام 2013 حتى 2021.